# دستبرد (فیلم ۱۹۸۵)
دستبرد (به انگلیسی: Hold-Up) یک فیلم سینمایی کمدی جنایی محصول مشترک فرانسه و کانادا به کارگردانی الکساندر آرکادی با بازی ژان-پل بلموندو، کیم کاترال، گی مرشان، ژان-پیر ماریل و ژاک ویره است.